# Peter Nilsson (naturmålare)
Peter Nilsson, född 1961 i Hultsfred, är en svensk akvarellist som i första hand målar fåglar.
Nilsson studerade bild och form på Ölands folkhögskola 1983–1984 och utbildade sig till bildlärare i Umeå 1984–1986. Han bor med sin familj i Mellbytorp på sydöstra Öland mellan Segerstad och Mellby, varifrån många av hans motiv hämtas. Peter har illustrerat flera böcker, bland annat en volym om fåglar från Ottenby-området där texten skrivits av Lars Lindell, före detta ordförande i Sveriges Ornitologiska Förening. Peter Nilsson har även illustrerat praktverket "Ölands Fåglar" utgiven 2016 av Ölands Ornitologiska Förening, där Pav Johnsson är huvudredaktör. Nilsson har varit representerad 10 gånger på utställningen Birds In Art i Wisconsin, USA, senast 2020 med akvarellmålningen "Curlews" ("Storspovar"). Han är även representerad i museets samlingar med akvarellen "Northern hawk-owl" ("Hökuggla").